# Mastrus parviceps
Mastrus parviceps är en stekelart som först beskrevs av Hellen 1967.  Mastrus parviceps ingår i släktet Mastrus och familjen brokparasitsteklar. Inga underarter finns listade i Catalogue of Life.